# Kronprinz Otto Straße
La Kronprinz Otto Straße è un tratto di mulattiera militare sull'Altopiano dei Sette Comuni costruita durante la prima guerra mondiale dall'esercito austro-ungarico per raggiungere agevolmente la zona del Monte Chiesa.

## Descrizione
La mulattiera permette di giungere nei pressi della sommità del Monte Chiesa, esteso rilievo potentemente fortificato dall'esercito austro-ungarico. Essa si dipana dalla Kaiser Karl Straße ed ha una lunghezza complessiva di ca. 0,8 km.

## Nome
La strada fu intitolata a Ottone d'Asburgo-Lorena, figlio dell'imperatore austriaco e re d'Ungheria Carlo I.